# Schansspringen op de Olympische Winterspelen 1994
Schansspringen is een van de sporten die beoefend werden tijdens de Olympische Winterspelen 1994 in Lillehammer, Noorwegen.

## Heren

### K90 Schans
| rang   | sporter(s)         | land | sprong 1 (m) | sprong 2 (m) | totaal (ptn) |
| ------ | ------------------ | ---- | ------------ | ------------ | ------------ |
| Goud   | Espen Bredesen     | NOR  | 100.5        | 104.0        | 282.0        |
| Zilver | Lasse Ottesen      | NOR  | 102.5        | 98.0         | 268.0        |
| Brons  | Dieter Thoma       | GER  | 98.5         | 102.5        | 260.5        |
| 4      | Jens Weißflog      | GER  | 98.0         | 96.5         | 260.0        |
| 5      | Noriaki Kasai      | JPN  | 98.0         | 93.0         | 259.0        |
| 6      | Jani Soininen      | FIN  | 95.0         | 100.5        | 258.5        |
| 7      | Andreas Goldberger | AUT  | 98.0         | 93.5         | 258.0        |
| 8      | Jinya Nishikata    | JPN  | 99.0         | 94.0         | 253.0        |

### K120 Schans
| rang   | sporter(s)         | land | sprong 1 (m) | sprong 2 (m) | totaal (ptn) |
| ------ | ------------------ | ---- | ------------ | ------------ | ------------ |
| Goud   | Jens Weißflog      | GER  | 129.5        | 133.0        | 274.5        |
| Zilver | Espen Bredesen     | NOR  | 135.5        | 122.0        | 266.5        |
| Brons  | Andreas Goldberger | AUT  | 128.5        | 121.5        | 255.0        |
| 4      | Takanobu Okabe     | JPN  | 117.0        | 128.0        | 243.5        |
| 5      | Jani Soininen      | FIN  | 117.0        | 122.5        | 231.1        |
| 6      | Lasse Ottesen      | NOR  | 117.0        | 120.0        | 226.6        |
| 7      | Jaroslav Sakala    | CZE  | 117.0        | 115.5        | 222.0        |
| 8      | Jinya Nishikata    | JPN  | 123.5        | 110.0        | 218.3        |

### K120 Schans Team
| rang   | sporter(s)                                                        | land | sprong 1 (m)            | sprong 2 (m)            | totaal (ptn) |
| ------ | ----------------------------------------------------------------- | ---- | ----------------------- | ----------------------- | ------------ |
| Goud   | Hansjörg Jäkle Christof Duffner Dieter Thoma Jens Weißflog        | GER  | 117.0 119.5 126.0 131.0 | 124.0 108.0 128.5 135.5 | 970.1        |
| Zilver | Jinya Nishikata Takanobu Okabe Noriaki Kasai Masahiko Harada      | JPN  | 118.0 124.5 128.0 122.0 | 135.0 133.0 120.0 97.5  | 956.9        |
| Brons  | Heinz Kuttin Christian Moser Stefan Horngacher Andreas Goldberger | AUT  | 115.0 122.5 124.0 123.5 | 117.5 105.0 120.5 127.5 | 918.9        |
| 4      | Øyvind Berg Lasse Ottesen Roar Ljøkelsøy Espen Bredesen           | NOR  | 111.5 119.0 116.5 124.5 | 121.0 124.5 99.5 127.0  | 898.8        |
| 5      | Raimo Yllipulli Janne Väätäinen Janne Ahonen Jani Soininen        | FIN  | 113.0 116.0 119.5 120.0 | 126.5 114.0 111.0 120.0 | 889.5        |
| 6      | Steeve Delaup Nicolas-Jean Prost Nicolas Dessum Didier Mollard    | FRA  | 106.0 122.5 114.0 111.5 | 118.0 112.5 111.5 108.5 | 822.1        |
| 7      | Ladislav Dluhoš Zbynek Krompolc Jiří Parma Jaroslav Sakala        | CZE  | 109.0 117.5 107.0 114.5 | 114.5 118.0 102.5 111.0 | 800.7        |
| 8      | Ivo Pertile Andrea Cecon Roberto Cecon Ivan Lunardi               | ITA  | 109.5 108.0 125.0 111.0 | 114.0 98.0 119.0 106.5  | 782.3        |

## Medaillespiegel
| rang | land       | goud | zilver | brons | totaal |
| ---- | ---------- | ---- | ------ | ----- | ------ |
| 1    | Duitsland  | 2    | 0      | 1     | 3      |
| 2    | Noorwegen  | 1    | 2      | 0     | 3      |
| 3    | Japan      | 0    | 1      | 0     | 1      |
| 4    | Oostenrijk | 0    | 0      | 2     | 2      |
|      |            | 3    | 3      | 3     | 9      |